# Falesia di Anduins
La Falesia di Anduins (o Falesia del Masarach) è una conformazione rocciosa sita nel comune di Vito d'Asio, in Friuli-Venezia Giulia, attrezzata per l'arrampicata sportiva.
È tra le più conosciute e frequentate della regione ed è stata dichiarata ufficialmente La palestra più comoda d'Italia.

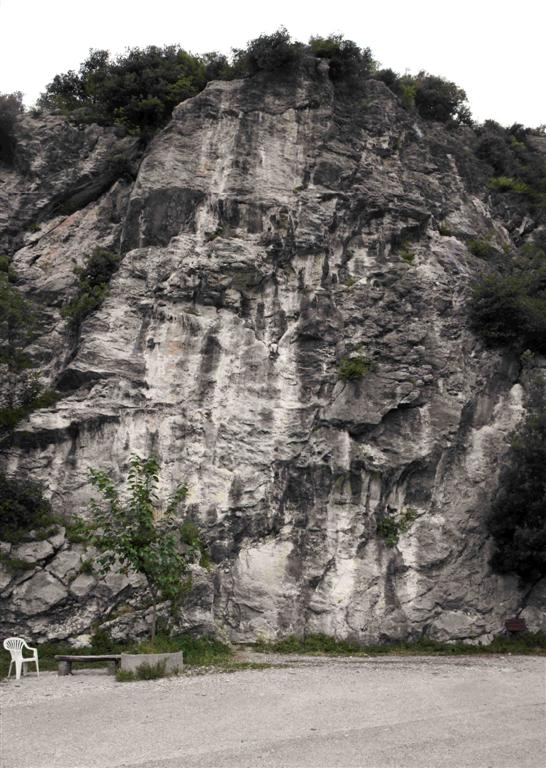
Il settore Parcheggio della falesia

## Scheda tecnica della palestra di roccia
| Località       | Anduins                                                                              |
| Tipo di roccia | Calcare grigio compatto, variamente concrezionato                                    |
| Difficoltà     | Dal 4º livello all'8º livello                                                        |
| Chiodatura     | Con fittoni resinati e fix ravvicinati, soste e calate su catene                     |
| Settori        | Parcheggio, Centrale, Tranquillità, Picco del Vento, Parêt dai Frus e Parete Clapeit |
| Esposizione    | Sud                                                                                  |
| Periodo ideale | Da ottobre ad aprile, l'estate solo alcuni settori                                   |

## Storia
Nel 1985, Adriano Bianco piantò il primo chiodo in quella che, pochi anni dopo, diventò la palestra del Masarach. Il gruppo dei rocciatori del C.A.I. di Spilimbergo, iniziò quindi i lavori di sbancamento lungo l'intero settore Parcheggio, incominciando a spittare le prime vie. Dopo numerosi sforzi e grazie alla collaborazione del comune di Vito d'Asio e della azienda Fischer e Hilti, le vie di arrampicata passarono il centinaio.

## Caratteristiche
La falesia (o palestra di roccia) è costituita da calcare grigio compatto, variamente concrezionato. L'arrampicata è molto tecnica e spesso non intuitiva. La chiodatura risulta ottima, a fittoni resinati e spit molto ravvicinati. Sono presenti inoltre molte soste e calate con catena e moschettone.
Il periodo migliore per l'arrampicata è da ottobre ad aprile, in quanto trattasi di una falesia adatta all'inverno. Durante l'estate, quando la temperatura si alza a causa del sole che batte da sud, si consigliano i settori all'ombra riparati dagli alberi.
La falesia è molto comoda e di facile accesso, in quanto è dotata di un ampio parcheggio ai piedi della roccia. Una volta scesi dall'auto si può subito iniziare ad arrampicare nel settore Parcheggio, senza doversi muovere a piedi. Oltre che di un impianto per l'illuminazione (che consente le arrampicate in notturna) e un impianto idrico-sanitario (con WC e docce) la falesia è attrezzata con una zona pic-nic con gazebo e panchine annessi.

## Vie di scalata
Sono presenti oltre 130 vie di arrampicata, rendendola così una tra le più conosciute e frequentate della regione, seconda solo alla falesia della Val Rosandra (che conta 350 vie) e a quella di Erto e Casso (che conta 180 vie).
Il range della scala di difficoltà spazia dal IV grado UIAA (4ª nella scala francese) al X- UIAA (8ª nella scala francese). Ciò significa che la falesia è adatta a tutti, da chi è alle prime armi e vuole conoscere il mondo dell'arrampicata, a chi vanta ormai molti anni di esperienza.

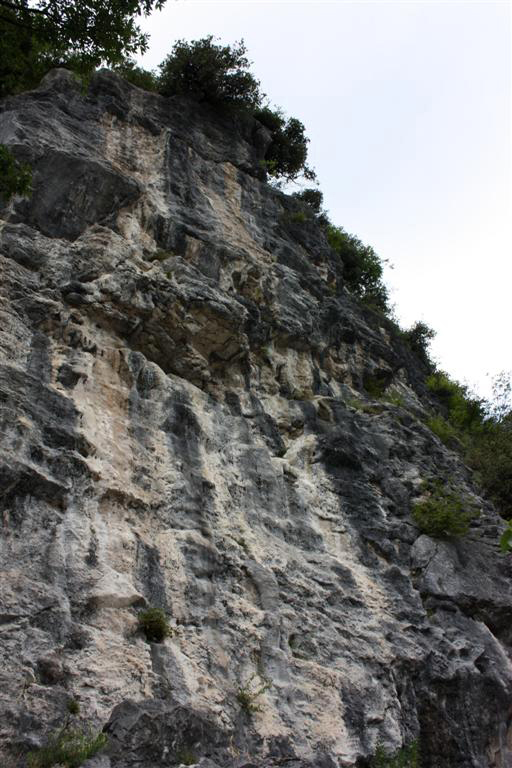
Vista di una parete della falesia

## Settori
La falesia è suddivisa in sei settori: settore Parcheggio, settore Centrale, settore Tranquillità, settore Picco del Vento, settore Parêt dai Frus e settore Parete Clapeit. Dal settore Parcheggio partono diversi sentieri che conducono alle altre pareti in pochi minuti. L'attrezzatura (compreso lo zaino) è facilmente trasportabile da un luogo all'altro, in quanto non vi sono tratti particolarmente erti.
Per accedere al settore Centrale e al settore Tranquillità si prende il sentiero che parte a destra del settore Parcheggio (indicazioni sentiero Luigino Turri). Per i settori Picco del Vento e Parét dai Frus oltrepassare la rete metallica e seguire i bolli rossi fino al raggiungimento, in pochi minuti, delle pareti.

## Come arrivare
Arrivando da Pordenone (autostrada A28) o da Udine (autostrada A23) raggiungere Spilimbergo, proseguire verso Pinzano al Tagliamento e poi per Anduins, seguendo la Strada Provinciale della Val d'Arzino. Uscendo dal paese sulla sinistra si trova la parete con un ampio parcheggio. Circa 100 metri prima sulla destra è collocato l'agriturismo dove è possibile reperire le mappe della falesia.
Arrivando da Tolmezzo, dopo aver attraversato la Sella Chianzutan e il paese di San Francesco, proseguire verso valle. Dopo una serie di gallerie, si trova la parete sulla destra.